# Fairchild Semiconductor

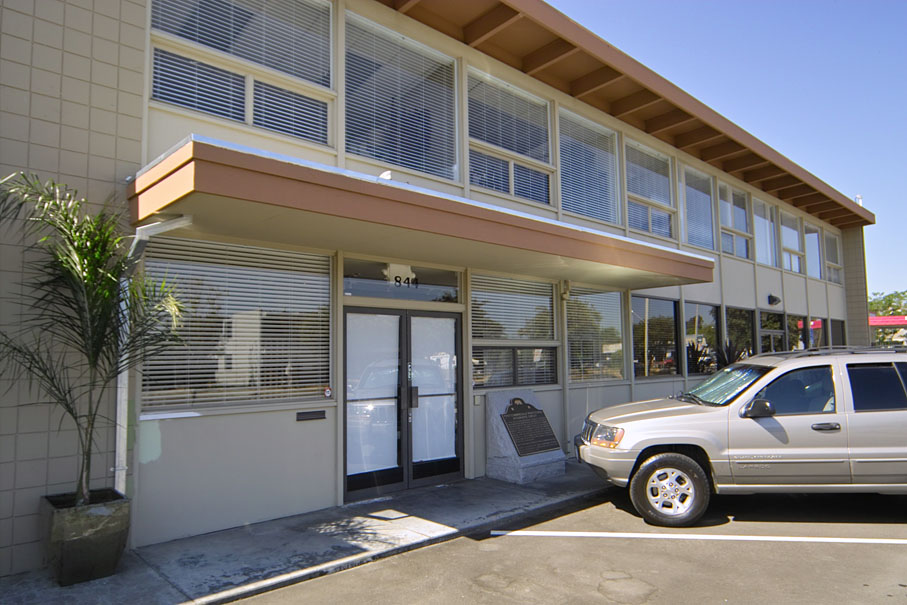
Vývojové laboratoře

Fairchild Semiconductor je americká společnost, zaměřená na výrobu polovodičových součástek, se sídlem v San José ve státě Kalifornie. Byla založena v roce 1957 a stala se průkopníkem v oblasti výroby tranzistorů a integrovaných obvodů.

## Založení společnosti
V roce 1956 William Shockley otevřel v Kalifornii laboratoře s cílem vyvinout v té době nový prvek – čtyřvrstvovou diodu (dynistor), která by byla rychlejší a měla lepší využití než tehdejší nevýkonné tranzistory. Jako zaměstnance vybral podle jeho názoru nejlepší absolventy amerických vysokých škol.
Jen o rok později se osm jeho zaměstnanců rozhodlo odejít a založit vlastní společnost. Této skupině se začalo říkat „osm zrádců“. Mezi nimi byli i známé osobnosti jako vynálezce planárního procesu výroby polovodičů Jean Hoerni, dále Gordon Moore, který roku 1965 zformuloval Moorův zákon a Robert Noyce, který nakonec spolu s Moorem v roce 1968 založil společnost Intel.
Protože „zrádci“ hledali prostředky na financování jejich projektu, obrátili se na amerického podnikatele Shermana Fairchilda, který byl zakladatelem společností, jenž měly vojenské zakázky (např. Fairchild Aircraft a Fairchild Camera and Instrument).
Po vzrušené prezentaci, kterou provedl Robert Noyce, Sherman Fairchild souhlasil s poskytnutím kapitálu na financování nové divize polovodičů pro „osm zrádců“. Polovodičová divize byla nazvána Fairchild Semiconductor a začleněna do společnosti Fairchild Camera and Instrument.

## Zavedení výroby křemíkových tranzistorů
V roce 1957, kdy se pro výrobu polovodičů používalo převážně germanium, začali ve Fairchild Semiconductor připravovat výrobu křemíkových tranzistorů. Používání křemíku obhajoval Robert Noyce.
Křemík se vyskytuje v přírodě v mnohem větší míře než germanium (křemík se vyskytuje ve formě sloučenin). Jde o levný základní materiál a hlavní náklady tedy leží jen ve výrobním procesu. Noyce byl také přesvědčen, že křemíkové polovodiče ohlašují začátek výroby zařízení na jedno použití, která se nebudou při poruše opravovat, ale rovnou likvidovat.

## Vynález planárního procesu výroby součástek

Řez planárním tranzistorem

Jejich první křemíkové tranzistory byly sice na svou dobu vyspělé, ale zásadní pokrok přineslo až zavedení planárního procesu výroby polovodičových součástek. Planární proces vyvinul v roce 1958 Jean Hoerni. Proces představoval velké zlepšení, tranzistory mohly být levnější a mít vyšší výkon.
V důsledku vynálezu planárního procesu byly najednou jiné způsoby výroby součástek zastaralé a neefektivní. Na to tehdy doplatila společnost Philco, která právě investovala 40 mil. dolarů do zařízení na výrobu slitinových tranzistorů.
Planární proces se velmi rozšířil. Během několika let byl každý druhý tranzistor buď okopírován nebo vyroben planárním procesem v licenci Fairchild.

## Vynález integrovaného obvodu
První planární tranzistor byl uveden na trh v roce 1958 pod označením 2N697 a představoval velký úspěch (původně byl tranzistor se stejným označením vyráběn starší technologií výroby). První série 100 kusů planárních tranzistorů 2N697 byla prodána společnosti IBM za 150 dolarů/kus. Jen o dva roky později (1960) se podařilo vyrobit obvod se čtyřmi tranzistory na jedné křemíkové destičce, čímž vznikl první křemíkový integrovaný obvod.
Jack Kilby ze společnosti Texas Instruments sice vytvořil integrovaný obvod na bázi germania už v roce 1958 a získal americký patent, ale průmysl dal přednost jednoduššímu planárnímu procesu výroby součástek. Divize Fairchild Semiconductor zvýšila počet zaměstnanců až na dvanáct tisíc a brzy dosáhla obrat 130 mil. dolarů za rok.

## Zahájení výroby operačních zesilovačů

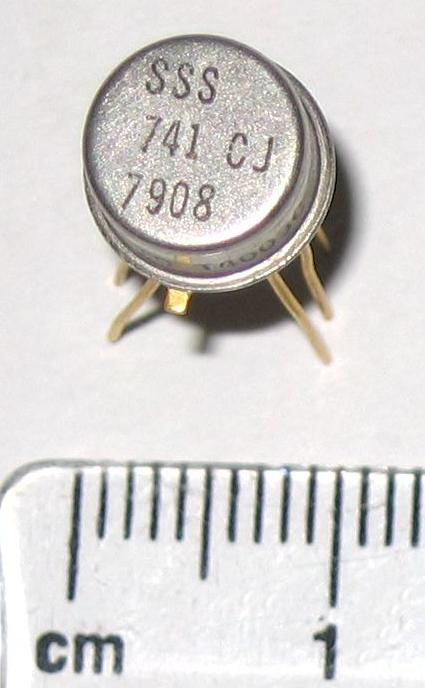
Operační zesilovač 741

V roce 1963 Fairchild najal Boba Widlara, aby vyvinul analogové operační zesilovače, které by se daly vyrábět planárním procesem. Vzhledem k tomu, že technologie výroby byla zatím optimalizována jen pro číslicové obvody, spolupracoval s Widlarem technolog Dave Talbert. Výsledkem spolupráce byly dva tehdy revoluční operační zesilovače μA702 a μA709.
Uvedení integrovaných operačních zesilovačů μA702 (1964) a μA709 (1965) znamenalo dominantní postavení na trhu analogových integrovaných obvodů. Roku 1966 Widlar a jeho spolupracovník Dave Talbert odešli do společnosti National Semiconductor. Ve Widlarově práci pokračoval David Fullagar, který v roce 1968 představil operační zesilovač μA741, jenž se stal nejoblíbenějším integrovaným operačním zesilovačem všech dob.
Obrat polovodičové divize se každý rok zvyšoval a uprostřed 60. let 20. století činil dvě třetiny celkových tržeb mateřské společnosti. Roku 1966 to v USA znamenalo co se týče tržeb druhé místo za společností Texas Instruments, přičemž na třetím místě byla společnost Motorola. Robert Noyce byl odměněn pozicí viceprezidenta mateřské společnosti a stal se de facto hlavou polovodičové divize.

## Hospodářské problémy
Okolo roku 1967 se v souvislosti s poklesem zisku začaly objevovat určité potíže. Polovodičová divize byla zisková, ale zisk byl mateřskou společností investován do ztrátových podniků. Manažeři polovodičové divize byli rozčarováni firemním zaměřením na sanaci nerentabilních podniků na úkor polovodičové divize. Navíc dostávali ve srovnání s ostatními divizemi podstatně méně opcí na akcie. Výsledkem byl postupný odchod klíčových pracovníků k jiným společnostem.
Na podzim roku 1967 mateřská společnost poprvé od roku 1958 utrpěla ztrátu. Celková ztráta činila 7,6 mil. dolarů. Ke konci roku 1967 bylo nařízeno prodat všechny nerentabilní podniky. Prezident společnosti John Carter odstoupil. Za přirozeného nástupce byl považován Robert Noyce, ale správní rada ho nepodpořila. V odezvě na tuto skutečnost Noyce společně s Gordonem Moorem diskrétně připravili založení společnosti Intel a odešli.

## Soudní spor se společností Motorola
Sherman Fairchild najal manažera Lestera Hogana, který byl do té doby hlavou polovodičové divize ve společnosti Motorola. Cena akcií společnosti Motorola pod odchodu Hogana poklesla. Hogan přivedl z Motoroly i řadu dalších odborníků.
Společnost Motorola s takovým postupem nesouhlasila. Snažila se soudní cestou vymáhat škodu vzniklou v důsledku ztráty svých důležitých pracovníků a tvrdila také, že jsou ohrožena její obchodní tajemství. Nakonec v roce 1973 ale soud rozhodl v neprospěch Motoroly.

## Další výrobky

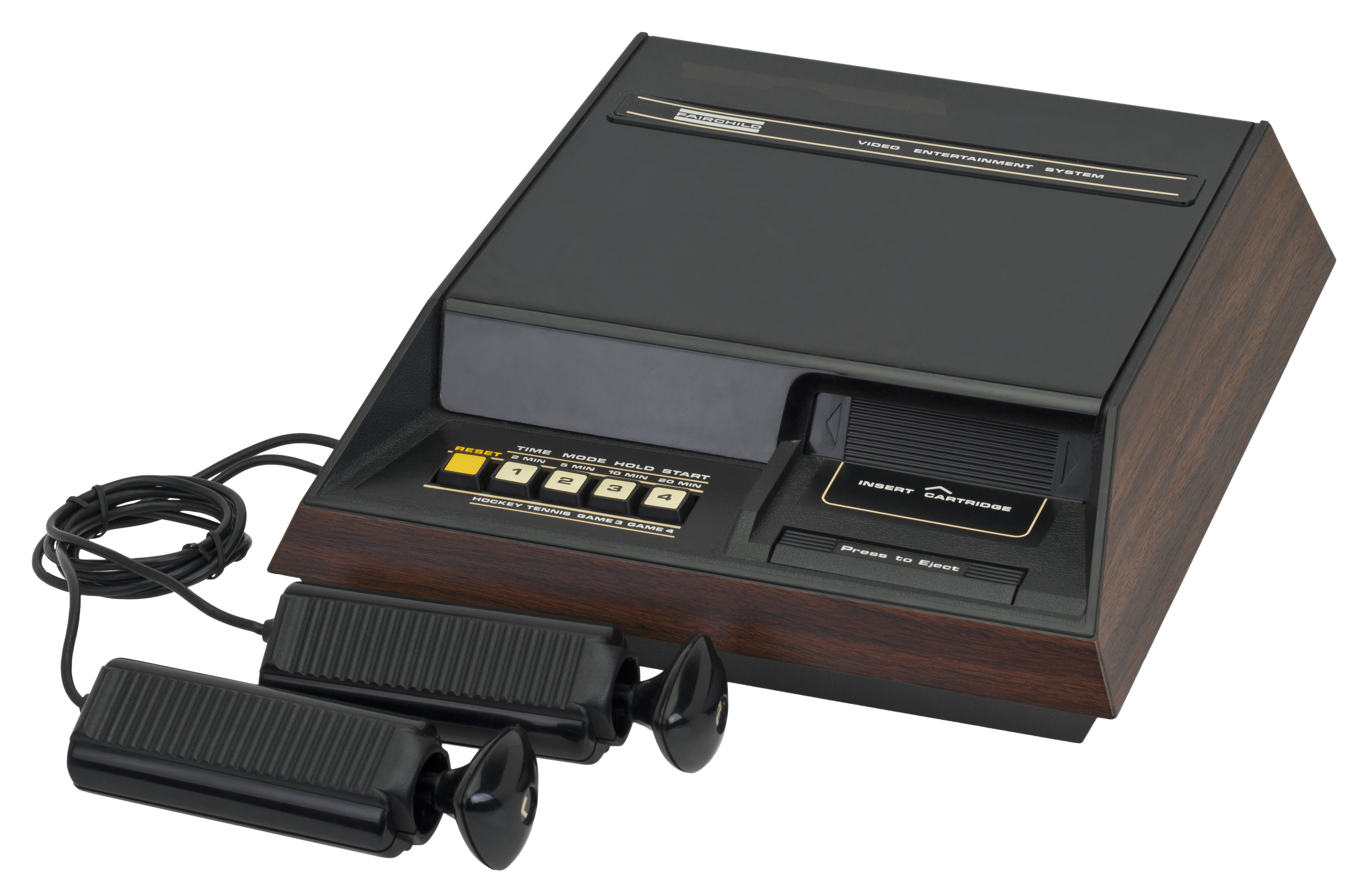
Konzole Fairchild Channel F

Ještě do konce roku 1970 měla Fairchild Semiconductor k dispozici několik nových výrobků, ale stále se opírala především o stávající produktové řady, zejména odolné integrované obvody pro vojenské účely a použití ve vesmíru. Měla příjem z licencí ze svých patentů, ale celkově hospodařila se ztrátou.
Roku 1972 společnost Intel představila 8bitový mikroprocesor 8008. Konkurenčním výrobkem se stal procesor Fairchild F8, který však měl neobvyklou architekturu a nebyl na trhu příliš úspěšný. V roce 1973 byla zahájena výroba CCD pro komerční účely (nedlouho po vynálezu CCD v Bellových laboratořích).
Roku 1976 byla uvedena na trh první herní konzole, která jako paměťové médium používala ROM Cartridge (Fairchild Channel F). Výrobek byl zpočátku úspěšný, ale rychle ztratil popularitu, když se objevila na trhu konzole Atari 2600.

## Akvizice společnosti
V roce 1979 koupila mateřskou společnost Fairchild Camera and Instrument (včetně divize Fairchild Semiconductor) ropná společnost Schlumberger za 425 mil. dolarů. Zajímavým výrobkem z tohoto období je procesor s architekturou Clipper, vyvinutý roku 1980. Tyto procesory později začala vyrábět společnost Intergraph, což byl původní hlavní odběratel procesorů. Společnost Schlumberger v roce 1987 prodala Fairchild Semiconductor společnosti National Semiconductor za cca 200 mil. dolarů.

## Osamostatnění společnosti
V roce 1997 se Fairchild Semiconductor stala nezávislou společností se sídlem ve městě South Portland v americkém státě Maine. V průběhu roku 2001 byla dokončena akvizice známého výrobce polovodičových součástek, společnosti Intersil, kterou roku 1967 založil Jean Hoerni. Touto akvizicí se společnost Fairchild Semiconductor stala druhým největším výrobcem výkonových polem řízených tranzistorů (MOSFET) na světě. Do společnosti byl téhož roku začleněn také další výrobce polovodičů – Impala Linear Corporation. Konečně v roce 2001 získala společnost Fairchild Semiconductor původně švédskou společnost TranSiC, zaměřenou na vývoj a výrobu tranzistorů na bázi karbidu křemíku.